# Zicatlán
Zicatlán är en ort i Mexiko.   Den ligger i kommunen Olinalá och delstaten Guerrero, i den sydöstra delen av landet, 180 km söder om huvudstaden Mexico City. Zicatlán ligger 1 556 meter över havet och antalet invånare är 226.
Terrängen runt Zicatlán är huvudsakligen kuperad. Zicatlán ligger uppe på en höjd. Runt Zicatlán är det ganska glesbefolkat, med 28 invånare per kvadratkilometer. Närmaste större samhälle är Huamuxtitlán, 12,9 km sydost om Zicatlán. I omgivningarna runt Zicatlán växer huvudsakligen savannskog.